# Shopping TVA (émission de télévision)
Shopping TVA était une émission de télé-achat diffusée sur Télé Achats et TVA, de 1996 au 30 août 2013.
Shopping TVA était composé d’animateurs et de représentants de produits qui présentaient et vendaient des produits aux téléspectateurs. L'émission de télévision vendait une variété de produits, y compris des articles de beauté et de soins personnels, des articles de divertissement, de santé et de conditionnement physique et des articles pour la maison.
Shopping TVA était animée par Louise-Josée Mondoux et son équipe avec Julie Nault (animatrice), Mario Beaurivage (expert mise en forme), Mélanie Marchand (experte cuisine) et Marie-Johanne Martineau (experte soins de beauté).
Les téléspectateurs pouvaient acheter des articles par téléphone ou par Internet.

## Historique

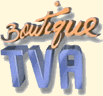
Logo de Boutique TVA de 1997 à 2003

En 1996 et 1997, TVA a diffusé une première émission de télé-achat nommée Télé-Achats, animée par Louise-Josée Mondoux et Serge Laprade.
En 1997, TVAchats Inc. est fondée en partenariat avec la compagnie française Home Shopping Service.
À partir de 1997, l'émission était nommée Boutique TVA, animée seulement par Louise-Josée Mondoux jusqu'en 2003.

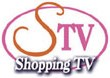
Logo de La Boutique STV Shopping TV de 2003 à 2005

Le 18 mars 2003, TVAchats Inc. est devenue une filiale à 100 % du Groupe TVA.

Logo utilisé sur le site web de l'émission après la fermeture de la chaîne Télé Achats

En 2003, l'émission a changé de nom pour La Boutique STV Shopping TV, animée par Louise-Josée Mondoux et plusieurs animatrices en alternances jusqu'en 2013.
En 2005, l'émission a changé de nom pour Shopping TVA. L'émission Shopping TVA était aussi nommée TVA Boutiques en 2012 et 2013.
Le 13 juin 2013, le Groupe TVA annonçait la fermeture de TVA Boutiques pour le 30 août 2013. Par la même occasion, TVA avait confirmé que l'émission Shopping TVA ne serait pas de retour l'automne suivant sur ses ondes.